# Lijst van trainers van Los Angeles FC
Deze lijst omvat de voetbalcoaches die de Amerikaanse club Los Angeles FC hebben getraind vanaf 2018 tot op heden.
| Seizoen | Trainer(s)       | Prijzen                         | Bijzonderheden |
| ------- | ---------------- | ------------------------------- | -------------- |
| 2025    | Steve Cherundolo |                                 | 0              |
| 2024    | Steve Cherundolo | US Open Cup                     | 0              |
| 2023    | Steve Cherundolo |                                 | 0              |
| 2022    | Steve Cherundolo | MLS Cup, MLS Supporters' Shield | 0              |
| 2021    | Bob Bradley      |                                 | 0              |
| 2020    | Bob Bradley      |                                 | 0              |
| 2019    | Bob Bradley      | MLS Supporters' Shield          | 0              |
| 2018    | Bob Bradley      |                                 | 0              |